# Niedersächsisches Ministerium für Umwelt, Energie und Klimaschutz

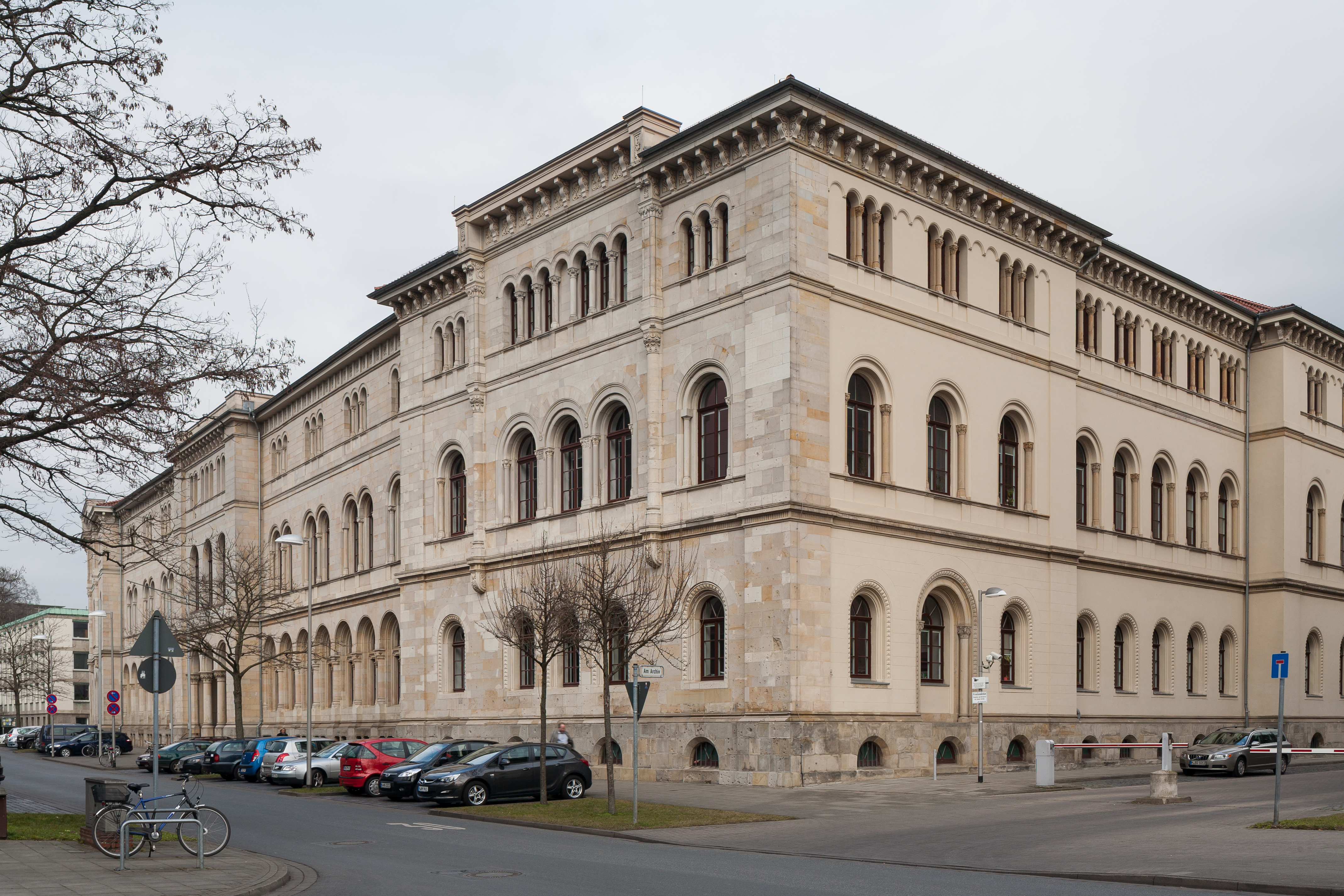
Sitz des Ministeriums (von der Archivstraße aus)

Das Niedersächsische Ministerium für Umwelt, Energie und Klimaschutz ist eines von zehn Ministerien des Landes Niedersachsen. Es hat seinen Sitz in der Archivstraße in der niedersächsischen Landeshauptstadt Hannover.
Geleitet wird das Ministerium seit dem 8. November 2022 von Minister Christian Meyer (Grüne). Ebenfalls seitdem im Amt ist Staatssekretärin Anka Dobslaw.

## Geschichte
Das Ministerium wurde 1986 als Niedersächsisches Ministerium für Umwelt eingerichtet. Ab 2008 wurde es um den Bereich "Klimaschutz" erweitert, 2012 um den Bereich "Energie". 2017 erhielt es das Bau-Ressort vom Sozialministerium und gab dieses 2022 an das Wirtschaftsministerium ab. Seitdem besitzt es seinen heutigen Namen.
Ehemalige Staatssekretäre sind Hans-Joachim Reinke (1986–1988), Franz Cromme (1988–1990), Peter Bulle (1990–1991), Jan-Henrik Horn (1991–1994), Dietmar Schulz (1994–2000), Friederike Witte (2001–2003), Christian Eberl (2003–2008), Stefan Birkner (2008–2012), Ulla Ihnen (2012–2013), Almut Kottwitz (2013–2017) und Frank Doods (2017–2022).
Zum 25-jährigen Bestehen im Jahr 2011 brachte das Ministerium eine 50-seitige Broschüre heraus.

## Aufgaben
Der Schutz des Wassers, der Natur, des Bodens und der Luft sind die Grundlagen der Arbeit des Umweltministeriums. Auch der Klimaschutz, der Abfall, der Strahlenschutz, die Energie und die Nachhaltigkeitsentwicklung sind Themen, die im Ministerium bearbeitet werden. Laut Atomgesetz ist das Ministerium Aufsichtsbehörde für die Atomkraftwerke in Niedersachsen und ebenso zuständig für die Zwischen- und Endlagerung von radiologischen Abfällen.

## Organisation
Das Ministerium ist nach dem Stand vom Juni 2024 in sechs Abteilungen gegliedert:
- Abteilung 1: Zentrale Aufgaben
- Abteilung 2: Wasserwirtschaft, Bodenschutz
- Abteilung 3: Immissionsschutz, Kreislaufwirtschaft, Ressourcenschutz
- Abteilung 4: Atomaufsicht, Strahlenschutz
- Abteilung 5: Energie, Klimaschutz
- Abteilung 6: Natur- und Artenschutz.

In seinem Geschäftsbereich sind dem Ministerium für Umwelt, Energie, Bauen und Klimaschutz folgende Behörden nachgeordnet:
- Niedersächsischer Landesbetrieb für Wasserwirtschaft, Küsten- und Naturschutz
- Gewerbeaufsichtsverwaltung
- Nationalpark Niedersächsisches Wattenmeer
- Nationalpark Harz
- Biosphärenreservat Niedersächsische Elbtalaue
- Alfred Toepfer Akademie für Naturschutz
- Niedersächsisches Landesamt für Bergbau, Energie und Geologie (soweit es Aufgaben aus dem Geschäftsbereich des Ministeriums wahrnimmt)

## Gebäude

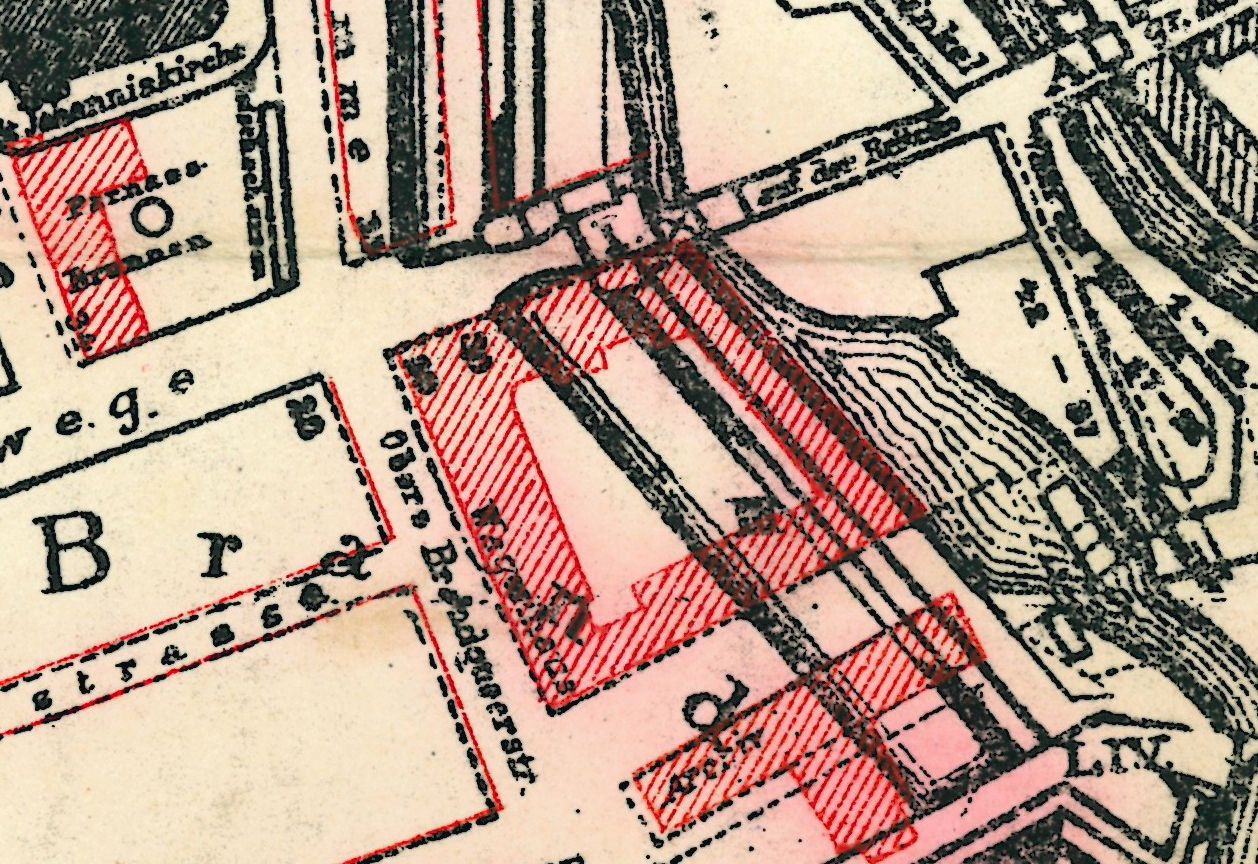
Gebäude des Ministeriums, ursprünglich an einem Leinearm gelegen, in einen älteren Stadtplan eingezeichnet

Seit der Gründung hat das Ministerium seinen Sitz im Gebäude Archivstraße 2/Ecke Calenberger Straße. Der vom Architekten Hermann Hunaeus in mehreren Bauabschnitten von 1837 bis 1879 errichtete vierseitige Baukörper umschließt einen Innenhof. Die Baulichkeit war ursprünglich als Gebäude für die Regierung des Königreichs Hannover konzipiert. Neben dem Haupteingang des Gebäudes in der Archivstraße bestehen Tag und Nacht nutzbare Ladesäulen für elektrisch betriebene Kraftfahrzeuge.